# Étienne Néant
Étienne Néant, né le 20 mai 1960 à Saint-Germain-en-Laye et mort le 4 janvier 2003 à Allemond, est un coureur cycliste professionnel français. Décrit comme un futur très grand, Vélo 82 écrit lors de son passage chez les professionnels : « il entame sa première saison professionnelle avec une étonnante détermination, qui n'est pas celle d'un futur porteur d'eau ». 

## Palmarès
- Amateur
  - 1977-1981 : 34 victoires
- 1980
  - Championnat de Dauphiné Savoie
  - Grand Prix de Cours-la-Ville
  - 2e de Dijon-Auxonne-Dijon
  - 3e du Grand Prix du Faucigny
- 1981
  - Palme d'or Merlin-Plage
  - Route de France :
    - Classement général
    - 5e étape (contre-la-montre)

  - Tour du Gévaudan :
    - Classement général
    - Une étape

  - Paris-Épernay
  - Grand Prix de Balbigny
  - 2e du championnat de France sur route amateurs
  - 2e de Paris-Auxerre
  - 2e d'Annemasse-Bellegarde-Annemasse
  - 2e du Tour de Franche-Comté
  - 3e du Grand Prix Guillaume Tell
- 1984
  - Troyes-Dijon
  - 2e du Circuit de Saône-et-Loire
  - 2e du Grand Prix Mathias